# Bradford City AFC
Bradford City AFC is een Engelse voetbalclub uit Bradford, West Yorkshire, opgericht in 1903 en uitkomend in de EFL League Two. De club speelt zijn thuiswedstrijden in de Valley Parade.

## Geschiedenis
De club stond oorspronkelijk bekend als Manningham, een rugbyclub en een van de oprichters van de Northern Rugby Union. In het seizoen 1903/04 verruilden ze rugby voor voetbal. Ze werden meteen toegelaten tot de Football League, om zo voetbal bekender te maken in een regio waar rugby erg populair was. Ze werden zo toegelaten tot de Football League voordat ze een team hadden.
1910/1911 was een van de succesvolste seizoenen uit de geschiedenis van de club. De FA Cup werd gewonnen en een vijfde plaats werd behaald in de hoogste divisie. Sindsdien heeft de club minder succes. Tussen de jaren 40 en jaren 70 speelde de club in de onderste regionen van het Engelse voetbal.

### Tragedie volgt na vreugde
Op 11 mei 1985 vierde Bradfort City FC feest, de club promoveerde dat seizoen voor het eerst sinds 1937 naar de Tweede Divisie. In de laatste wedstrijd, thuis tegen Lincoln City FC, werd dit gevierd en werden de supporters bedankt. Voor de rust sloeg echter het noodlot toe, in een hoekje van de hoofdtribune brak brand uit, dat zich binnen enkele minuten uitbreide tot een vlammenzee. Mensen die op de hoofdtribune van het Valley Parade Stadium de promotie van de club vierde moesten zichzelf in veiligheid zien te krijgen. 56 mensen lukte dit niet en verloren bij deze brand het leven, waarmee het een van de grootste tragedies werd in de geschiedenis van het voetbal.
Na onderzoek werd vastgesteld dat de brand ontstond doordat een supporter een brandende sigaret liet vallen in een van de gaten die zich bevond in de van bijna gehele houten constructie. Afval dat er onder dat gat lag vatte vlam.
Hoewel veel mensen deze stadionramp in het Valley Parade vergeten zijn, in tegenstelling tot het Heizeldrama of het drama op Hillsborough, kwam in 2015 een boek uit van een overlevende waar een andere lezing over deze ramp werd gepresenteerd.

### Promotie naar de Premier League
In mei 1999 promoveerde de club naar de Premier League en speelde daar vervolgens twee seizoenen, waarna het weer afzakte naar de derde divisie. In 2003 en 2004 stond de club op het randje van faillissement. In seizoen 2004/05 misten ze net de play-offs in de League One. Na seizoen 2006/07 degradeerde de club naar de League Two (vierde klasse). In het seizoen 2012/2013 haalde Bradford City de finale van de League Cup, die ze verloren van Swansea City. In de weg naar de finale schakelden ze onder meer Wigan Athletic, Arsenal - dat nota bene met hun sterkste elftal aantrad in de kwartfinale - en Aston Villa uit. Als kroon op het seizoen wisten ze ook nog te promoveren, na een zevende stek in de competitie. In de play-off finale wonnen ze met 3-0 van Northampton Town.

### Bradford City als vierdeklasser naar Wembley
Het League Cup seizoen 2012/13 was de meest succesvolle ooit van de club. Voor het eerst in de historie werd de finale bereikt, terwijl Bradford al in de 1ste ronde moest aantreden. Uit tegen derdeklasser Notts County. Het won na verlenging met 0-1 dankzij een doelpunt van spits James Hanson in de 95ste minuut. In de volgende ronde moest het wéér uit spelen, ditmaal tegen tweedeklasser Watford FC. Veel mensen achtten dit al onmogelijk voor Bradford, maar een stunt bleek in de maak. De equipe van coach Phil Parkinson won met 1-2, terwijl het tien minuten voor tijd nog achter stond. Het winnende doelpunt viel in de 94ste minuut en kwam op naam van Garry Thompson.
In de derde ronde speelde het eindelijk een keertje thuis, tegen Burton Albion. Zij kwamen ook uit in de League Two, waardoor Bradford al droomde van de vierde ronde. Er moest echter eerst gewonnen worden en dit bleek lastig genoeg. De bezoekers stonden na een half uur al met 0-2 voor en verdedigden hun voorsprong tot de slotfase met verve. Toen nam Bermudiaan Nakhi Wells zijn team echter bij de hand. In de 83ste minuut maakte hij de aansluitingstreffer, om in minuut 90 de 2-2 ook ta maken. In de noodzakelijke verlenging schoot Stephen Darby de winnende binnen.
Na deze winst trof Bradford alleen nog maar ploegen uit de Premier League. De eerste was Wigan Athletic-uit, waar het de hele wedstrijd 0-0 bleef. De penaltyserie werd daarna met 2-4 gewonnen. In de kwartfinale kwam het sterrenensemble van Arsenal naar Valley Parade, waar dus eerder Burton er al aan moest geloven. Garry Thompson knikte Bradford al in minuut 16 aan de leiding. Ze leken de match over de streep te trekken, maar Thomas Vermaelen gooide twee minuten voor tijd roet in het eten. In de verlenging creëerde Arsenal kans op kans, maar Bradford kroonde zich uiteindelijk na strafschoppen tot winnaar (3-2). Vermaelen werd van hero tot zero, omdat hij de beslissende strafschop miste.
In de halve finale moest over twee wedstrijden afgerekend worden met Aston Villa, waar Christian Benteke en Ron Vlaar spelen. In de eerste wedstrijd, in Bradford, was de thuisploeg heer-en-meester. Ondanks het feit dat de lat werd geraakt wonnen ze met 3-1. In de uitwedstrijd kwam Villa snel voor, maar in de 55ste minuut maakte James Hanson gelijk. De 2-1 van Andreas Weimann kwam te laat. Bradford City plaatste zich voor de finale. Sinds 1962 is het nooit voorgekomen dat een vierdeklasser dit presteerde. Swansea City is de tegenstander.
24 februari 2014, Bradford City-Swansea City. Swansea trekt direct het initiatief naar zich toe en wil Bradford geen kans geven. Dit gebeurt: al in de zestiende minuut wordt het 0-1, de uiteindelijke uitslag wordt 0-5. Maar dit zorgt er niet voor dat Bradford in rouw is: de fans uit Bradford geven hun spelers namelijk een staande ovatie voor hun indrukwekkende prestatie van dat jaar.

### Promotie naar de League One
In 2025 promoveerde Bradford City FC na zes jaar naar de League One.

## Erelijst
- FA Cup

1911
- Runner-up League Cup

2013
- Finalist Football League One Play-offs

2017
- Winnaar Football League Two Play-offs

2013

## Eindklasseringen vanaf 1946/47
- 1947 5e
Third Division North / South
- 1948 14e
Third Division North / South
- 1949 22e
Third Division North / South
- 1950 19e
Third Division North / South
- 1951 7e
Third Division North / South
- 1952 15e
Third Division North / South
- 1953 16e
Third Division North / South
- 1954 5e
Third Division North / South
- 1955 21e
Third Division North / South
- 1956 8e
Third Division North / South
- 1957 9e
Third Division North / South
- 1958 3e
Third Division North / South
- 1959 11e
Third Division
- 1960 19e
Third Division
- 1961 22e
Third Division
- 1962 5e
Fourth Division
- 1963 23e
Fourth Division
- 1964 5e
Fourth Division
- 1965 19e
Fourth Division
- 1966 23e
Fourth Division
- 1967 11e
Fourth Division
- 1968 5e
Fourth Division
- 1969 4e
Fourth Division
- 1970 10e
Third Division
- 1971 19e
Third Division
- 1972 24e
Third Division
- 1973 16e
Fourth Division
- 1974 8e
Fourth Division
- 1975 10e
Fourth Division
- 1976 17e
Fourth Division
- 1977 4e
Fourth Division
- 1978 22e
Third Division
- 1979 15e
Fourth Division
- 1980 5e
Fourth Division
- 1981 14e
Fourth Division
- 1982 2e
Fourth Division
- 1983 12e
Third Division
- 1984 7e
Third Division
- 1985 1e
Third Division
- 1986 13e
Second Division
- 1987 10e
Second Division
- 1988 4e
Second Division
- 1989 14e
Second Division
- 1990 23e
Second Division
- 1991 8e
Third Division
- 1992 16e
Third Division
- 1993 10e
Second Division
- 1994 7e
Second Division
- 1995 14e
Second Division
- 1996 6e
Second Division
- 1997 21e
First Division
- 1998 13e
First Division
- 1999 2e
First Division
- 2000 17e
Premier League
- 2001 20e
Premier League
- 2002 15e
First Division
- 2003 19e
First Division
- 2004 23e
First Division
- 2005 11e
League One
- 2006 11e
League One
- 2007 22e
League One
- 2008 10e
League Two
- 2009 9e
League Two
- 2010 14e
League Two
- 2011 18e
League Two
- 2012 18e
League Two
- 2013 7e
League Two
- 2014 11e
League One
- 2015 7e
League One
- 2016 5e
League One
- 2017 5e
League One
- 2018 11e
League One
- 2019 24e
League One
- 2020 9e
League Two
- 2021 15e
League Two
- 2022 14e
League Two
- 2023 6e
League Two
- 2024 9e
League Two
- 2025 3e
League Two

- First Division
- Second Division
- Third Division
- Fourth Division
- Premier League
- League One
- League Two

ⓘ In 1992 invoering van de Premier League en opheffing van de Fourth Division; in 2004 opheffing van de First, Second en Third Division.

## Seizoensresultaten
| Seizoen   | №  | Clubs | Divisie         | Duels | Winst | Gelijk | Verlies | Doelsaldo | Punten | Tsch   |
| --------- | -- | ----- | --------------- | ----- | ----- | ------ | ------- | --------- | ------ | ------ |
| 1980–1981 | 14 | 24    | Fourth Division | 46    | 14    | 16     | 16      | 53–60     | 44     | 2.858  |
| 1981–1982 | 2  | 24    | Fourth Division | 46    | 26    | 13     | 7       | 88–45     | 91     |        |
| 1982–1983 | 12 | 24    | Third Division  | 46    | 16    | 13     | 17      | 68–69     | 61     |        |
| 1983–1984 | 7  | 24    | Third Division  | 46    | 20    | 11     | 15      | 73–65     | 71     |        |
| 1984–1985 | 1  | 24    | Third Division  | 46    | 28    | 10     | 8       | 77–45     | 94     |        |
| 1985–1986 | 13 | 22    | Second Division | 42    | 16    | 6      | 20      | 51–63     | 54     |        |
| 1986–1987 | 10 | 22    | Second Division | 42    | 15    | 10     | 17      | 62–62     | 55     |        |
| 1987–1988 | 4  | 23    | Second Division | 44    | 22    | 11     | 11      | 74–54     | 77     |        |
| 1988–1989 | 14 | 24    | Second Division | 46    | 13    | 17     | 16      | 52–59     | 56     |        |
| 1989–1990 | 23 | 24    | Second Division | 46    | 9     | 14     | 23      | 44–68     | 41     |        |
| 1990–1991 | 8  | 24    | Third Division  | 46    | 20    | 10     | 16      | 62–54     | 70     |        |
| 1991–1992 | 16 | 24    | Third Division  | 46    | 13    | 19     | 14      | 62–61     | 58     |        |
| 1992–1993 | 10 | 24    | Second Division | 46    | 18    | 14     | 14      | 69–67     | 68     |        |
| 1993–1994 | 7  | 24    | Second Division | 46    | 19    | 13     | 14      | 61–53     | 70     |        |
| 1994–1995 | 14 | 24    | Second Division | 46    | 16    | 12     | 18      | 57–64     | 60     |        |
| 1995–1996 | 6  | 24    | Second Division | 46    | 22    | 7      | 17      | 71–69     | 73     |        |
| 1996–1997 | 21 | 24    | First Division  | 46    | 12    | 12     | 22      | 47–72     | 48     |        |
| 1997–1998 | 13 | 24    | First Division  | 46    | 14    | 15     | 17      | 46–59     | 57     |        |
| 1998–1999 | 2  | 24    | First Division  | 46    | 26    | 9      | 11      | 82–47     | 87     |        |
| 1999–2000 | 17 | 20    | Premier League  | 38    | 9     | 9      | 20      | 38–68     | 36     | 18.030 |
| 2000–2001 | 20 | 20    | Premier League  | 38    | 5     | 11     | 22      | 30–70     | 26     | 18.511 |
| 2001–2002 | 15 | 24    | First Division  | 46    | 15    | 10     | 21      | 69–76     | 55     | 15.489 |
| 2002–2003 | 19 | 24    | First Division  | 46    | 14    | 10     | 22      | 51–73     | 52     | 12.501 |
| 2003–2004 | 23 | 24    | First Division  | 46    | 10    | 6      | 30      | 38–69     | 36     | 11.377 |
| 2004–2005 | 11 | 24    | League One      | 46    | 17    | 14     | 15      | 64–62     | 65     | 8.839  |
| 2005–2006 | 11 | 24    | League One      | 46    | 14    | 19     | 13      | 51–49     | 61     | 8.265  |
| 2006–2007 | 22 | 24    | League One      | 46    | 11    | 14     | 21      | 47–65     | 47     | 8.694  |
| 2007–2008 | 10 | 24    | League Two      | 46    | 17    | 11     | 18      | 63–61     | 62     | 13.694 |
| 2008–2009 | 9  | 24    | League Two      | 46    | 18    | 13     | 15      | 66–55     | 67     | 12.704 |
| 2009–2010 | 14 | 24    | League Two      | 46    | 16    | 14     | 16      | 59–62     | 62     | 11.423 |
| 2010–2011 | 18 | 24    | League Two      | 46    | 15    | 7      | 24      | 43–68     | 52     | 11.128 |
| 2011–2012 | 18 | 24    | League Two      | 46    | 12    | 14     | 20      | 54–59     | 50     | 10.171 |
| 2012–2013 | 7  | 24    | League Two      | 46    | 18    | 15     | 13      | 63–52     | 69     | 10.322 |
| 2013–2014 | 11 | 24    | League One      | 46    | 14    | 17     | 15      | 57–54     | 59     | 14.121 |
| 2014–2015 | 7  | 24    | League One      | 46    | 17    | 14     | 15      | 55–55     | 65     | 13.353 |
| 2015–2016 | 5  | 24    | League One      | 46    | 23    | 11     | 12      | 55–40     | 80     | 18.090 |
| 2016–2017 | 5  | 24    | League One      | 46    | 20    | 19     | 7       | 62–43     | 79     | 18.167 |
| 2017–2018 | 11 | 24    | League One      | 46    | 18    | 9      | 19      | 57–67     | 63     | 19.787 |
| 2018–2019 | 24 | 24    | League One      | 46    | 11    | 8      | 27      | 49-77     | 41     | 16.130 |
| 2019–2020 | 9  | 24    | League Two      | 37    | 14    | 12     | 11      | 44-40     | 54     | 14.309 |
| 2020–2021 | 15 | 24    | League Two      | 46    | 16    | 11     | 19      | 48-53     | 59     | --     |
| 2021–2022 | 14 | 24    | League Two      | 46    | 14    | 16     | 16      | 53-55     | 58     | 15.450 |
| 2022–2023 | 6  | 24    | League Two      | 46    | 20    | 16     | 10      | 61-43     | 76     | 17.767 |
| 2023–2024 | 9  | 24    | League Two      | 46    | 19    | 12     | 15      | 61-59     | 69     | 17.439 |

## Bradford in Europa
#Q = #R = #ronde, 1/4 = kwartfinale, 1/2 = halve finale, PUC = punten UEFA coëfficiënten 
| Seizoen | Competitie    | Ronde | Land               | Club                  | Score    | PUC |
| ------- | ------------- | ----- | ------------------ | --------------------- | -------- | --- |
| 2000    | Intertoto Cup | 2R    | Vlag van Litouwen  | Atlantas Klaipėda     | 4-1, 3-1 | 0.0 |
|         |               | 3R    | Vlag van Nederland | RKC Waalwijk          | 2-0, 1-0 | 0.0 |
|         |               | 1/2   | Vlag van Rusland   | Zenit Sint-Petersburg | 0-3, 0-1 | 0.0 |

## Bekende (oud-)spelers

### Nederlanders
- Laurens ten Heuvel
- Robert Molenaar
- Bobby Petta
- Erik Regtop
- Guus Uhlenbeek
- Etienne Verveer

### Belgen
- Nico Vaesen

### Overig
- Phil Babb
- Matthew Bates
- Benito Carbone
- Gunnar Halle
- Stuart McCall
- Darren Moore
- Lee Sharpe
- Chris Waddle
- David Wetherall
- Dean Windass